# Guy Gervais
Guy Gervais, né à Montréal le 25 avril 1937, est un poète et peintre québécois.

## Biographie
À la suite d'études en littérature et en philosophie de l'art au Collège Sainte-Marie, à l'Université de Montréal, à l'Université d'Ottawa, ainsi qu'à l'École des beaux-arts de Montréal, Guy Gervais assure la direction de la section des arts visuels du Centre culturel de Vaudreuil,.
Poète et peintre, Guy Gervais est aussi concepteur, rédacteur et recherchiste pour des émissions à Radio Canada en plus d'assurer la promotion de la littérature canadienne à l'étranger au Ministère des Affaires étrangères.
En poésie, il fait paraitre plusieurs titres dont Gravité (L'Hexagone, 1982), Verbe silence (L'Hexagone, 1987), Charmes (éditions du Noroît, 1996) ainsi que À la faveur du silence (éditions du Noroît, 2008,,.
Récipiendaire du Prix David en 1970, il remporte également le Prix France-Québec en 1983.

Dans la revue Voix et Images, André Brochu définit le travail poétique de Guy Gervais ainsi :
Guy Gervais se rapproche de ce qu’on a appelé jadis la poésie pure, par son souci de dire toujours l’essentiel, rien que lui. L’essentiel, c’est-à-dire le mystère logé au cœur du monde, à la fois présent dans la chair des choses et se faisant absent pour signifier l’immatériel, l’inconnu, l’éternel qui fonde toute vie. Cela peut sembler abstrait, et l’est en effet ; mais c’est une abstraction toute mêlée de sensation et de rêve. 
Comme peintre, il présente ses œuvres dans plusieurs galeries d'arts tant au Québec qu'à l'international. Il expose notamment au Centre Culturel de Vaudreuil, à la Galerie K.Balla (Elora), à la Galerie Lemay (Ottawa), à la Galerie du Nouvel Age (Montréal) ainsi qu'à Humboldt Galerie (Viernheim).

## Œuvres
Poésie
- Le Froid et le Fer, avec un avant-dire de Jean-Guy Pilon, Montréal, Éditions de la Cascade, 1957, 30 p.
- Thermidor, Montréal, Éditions de l'Alicante, 1958, 27 p.
- Chant I-II, avec des dessins de Suzanne L'Heureux, Montréal, Éditions d'Orphée, 1965, 33 p.
- Poésie I, Montréal, Éditions Parti pris, 1969, 128 p.
- Gravité : poèmes 1967-1973, Montréal, L'Hexagone, 1982, 99 p. (ISBN 2890061965)
- Verbe silence, avec des dessins de l'auteur, Montréal, L'Hexagone, 1987, 62 p. (ISBN 2890062643)
- Charmes, Montréal, Éditions du Noroît, Troyes, Librairie bleue, 1996, 62 p.  (ISBN 2-89018-341-6 et 2-86352-131-4)
- À la faveur du silence, Montréal, Éditions du Noroît, 2008, 98 p. (ISBN 978-2-89018-604-0)

## Expositions
- 1969 : Vaudreuil, Centre Culturel
- 1974 : Elora (Ontario), Galerie K. Balla
- 1986 : Ottawa, Galerie Lemay
- 1987 : Montréal, Galerie du Nouvel Age
- 1988 : Ottawa, Galerie Lemay
- 1993 : Ottawa, Galerie Lemay
- 1994 : Sherbrooke, Galerie Universitaire
- 1999 : Mayence (Allemagne), SPD fraktion
- 2000 : Wald Michelbach, Odenwald Institut
- 2001 : Viernheim, Humboldt Galerie
- 2002 : Karlsruhe, Sparkasse
- 2003 : Bergisch, Art and Spririt
- 2009 : Uzès, médiathèque
- 2009 : Saint-Quentin-la-Poterie
- 2013 : Cucuron, Luberon, galerie Ocre jaune.

## Prix et honneurs
- 1970 : Récipiendaire : Prix David (pour Poésie 1)[6]
- 1983 : Récipiendaire : Prix Jean-Hamelin (pour Gravité : poèmes 1967-1973)